# مشرحة لحم

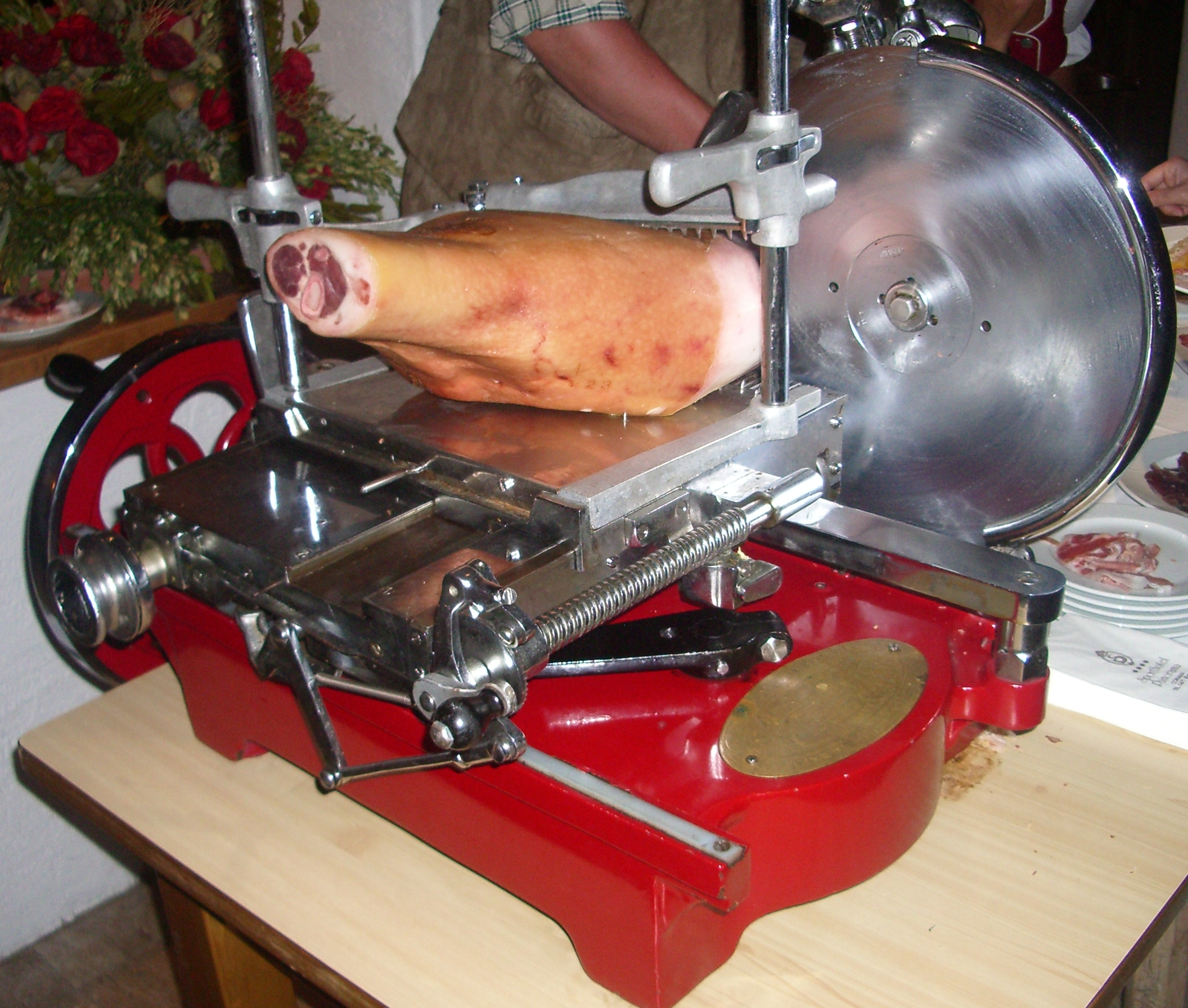
مشرحة لحوم قديمة

مِشرحة اللحم هي أداة تستخدم في محلات الجزارة والجواهز لتقطيع اللحوم والنقانق والجبن وغيرها من منتجات الأطعمة اللذيذة. إن استخدام مشرحة اللحم يتطلب جهدًا أقل بالمقارنة مع السكين البسيط وهو يحافظ على نسيج الطعام سليمًا. يمكن ضبط المشرحة عمومًا بسهولة لقطع الشرائح ذات الثخانة المتغيرة. يمكن تشغيل الطرازات القديمة من المشارح بواسطة مرفق بينما تستخدم الأحدث محركًا كهربائيًا. في حين أن المشرحة هي جهاز تجاري لكنه يستخدم أيضًا منزليًّا.